# Erik Simonsen (atlet)
Erik Gunnar Simonsen (5. august 1915 i Aalborg-1. december 2000) var en dansk atlet medlem af Aalborg FF. 
I 1952 repræsenterede Erik Simonsen Danmark ved OL i Helsingfors i maratonløbet med en 42. plads med tiden 2,46,41.4. 

## Danske mesterskaber
- Sølv 1946  10.000 meter  32,43,6
- Sølv 1945  10.000 meter  31,52,0
- Sølv 1942  10.000 meter  32,32,4
- Bronze 1939  10.000 meter  32,07,0
- Sølv 1937  5000 meter  15,39,9
- Sølv 1937  10.000 meter  33,03,0

## Personlig rekord
- Maraton: 2.46.42 (1952).

## Ekstern henvisning
- DAF i tal Erik Simonsen (Webside ikke længere tilgængelig)
- Erik Simonsen Biography and Olympic Results – Sports-Reference.com Arkiveret 17. december 2012 hos  Wayback Machine